# Đá Tiên Nữ
Đá Tiên Nữ (tiếng Anh: Tennent Reef (hải đồ của Anh) hoặc Pigeon Reef (hải đồ của Mỹ); tiếng Filipino: Lopez-Jaena; tiếng Trung: 无乜礁; bính âm: Wúmiē jiāo, Hán-Việt: Vô Khiết tiêu) là một rạn san hô vòng thuộc cụm Trường Sa của quần đảo Trường Sa. Đá này là đối tượng tranh chấp giữa Việt Nam, Đài Loan, Philippines và Trung Quốc. Hiện Việt Nam đang kiểm soát rạn vòng này như một phần của thị trấn Trường Sa, huyện Trường Sa, tỉnh Khánh Hòa, đồng thời duy trì một hải đăng tại đây.

## Đặc điểm

### Địa lý
Đá Tiên Nữ là thực thể nằm xa nhất về phía đông trong số các thực thể địa lý do Việt Nam kiểm soát tại quần đảo Trường Sa. Đá Tiên Nữ cách cụm Sinh Tồn 100 km về phía nam, cách đảo Trường Sa 162 hải lý (300 km) về phía đông, cách thực thể gần nhất mà Việt Nam quản lý là đá Núi Le 27 hải lý (50 km) về phía đông-đông bắc. Bản đồ hành chính đều thể hiện danh từ riêng là Tiên Nữ còn danh từ chung để mô tả thực thể là đá. Về bản chất địa lý, đá Tiên Nữ không phải là một đảo mà là rạn san hô.
Rạn san hô đá Tiên Nữ có dạng hình tam giác với chiều dài ba cạnh khoảng 3,3 km, 5,7 km và 6,7 km. Khi thủy triều xuống còn 0,1 m thì toàn bộ vành ngoài mép san hô đều nổi cao lên khỏi mặt biển. Tổng diện tích của rạn san hô vòng này là khoảng 15.56 km² bao gồm một vụng biển rộng 5.93 km².
Điểm cực Đông của đá Tiên Nữ có tọa độ địa lý là 8°52′31″B 114°41′1″Đ / 8,87528°B 114,68361°Đ.

### Công trình nhân tạo
Từ năm 1988, hải quân Việt Nam đã đóng quân tại nhà lâu bền ở phía tây của đá Tiên Nữ: 
- Đảo Tiên Nữ A (trước đợt bồi đắp năm 2021 được gọi là Đảo Tiên Nữ), có tọa độ địa lý là 8°51′0″B 114°38′20″Đ / 8,85°B 114,63889°Đ. Nối với nhà lâu này là một nhà văn hóa đa năng được hoàn thành vào tháng 6 năm 2017[7].

Hải đăng Tiên Nữ nằm ở phía đông bắc của đá Tiên Nữ xây dựng năm 2000, có tọa độ địa lý là 8°52′16,1″B 114°40′50,8″Đ / 8,86667°B 114,66667°Đ.
Theo AMTI, từ tháng 12 năm 2021, Việt Nam bắt đầu nạo vét và bồi đắp một đảo nhân tạo nằm ở bờ phía đông của rạn san hô đá Tiên Nữ:
- Đảo Tiên Nữ B[10] (bờ đông đá Tiên Nữ) có toạ độ địa lý 8°51′13,9″B 114°39′50,9″Đ / 8,85°B 114,65°Đ .

Việt Nam còn đào hai luồng qua vành san hô vào vụng biển, một luồng nằm ở bờ tây ngay phía trên đảo nhân tạo đang bồi đắp và sáu đó là một luồng nằm ở bờ tây gần điểm Đảo Tiên Nữ. Cho đến tháng 4 năm 2025, Đảo Tiên Nữ B có diện tích lên đến khoảng 58 ha, dài khoảng 2,5 km, phía tây nam đảo này có khả năng xây dựng một đường băng dài khoảng 1500m. Điểm đóng quân đảo Tiên Nữ A cũng được bắt đầu bồi đắp mở rộng từ tháng 4 năm 2024, rộng khoảng 2.2 ha.

## Hải đăng
Năm 2000, Việt Nam xây một hải đăng ở phía đông của đá Tiên Nữ. Tháp cao hơn 22 m, toàn bộ sơn màu vàng chanh, có khối đế là một tòa nhà ba tầng, cách đảo Tiên Nữ (nơi đồn trú của Hải quân Việt Nam) 5,2 km. Ánh sáng đèn có đặc tính chớp nhóm 2+1, chu kỳ 10 giây. Tầm hiệu lực ban ngày là 14 hải lý còn ban đêm là 15 hải lý.

## Lịch sử
Cuối năm 1987 đầu năm 1988, quân chủng Hải quân nhân dân Việt Nam chủ trương đưa quân ra đóng giữ các đá Tiên Nữ, Đá Lớn, Đá Tây và Chữ Thập nhưng phía Trung Quốc đã đi trước một bước chiếm đá Chữ Thập vào ngày 26 tháng 1 năm 1988.
Ngày 25 tháng 1 năm 1988, tàu HQ 613 của vùng 4 Hải quân Việt Nam đưa Lữ đoàn 146 và Trung đoàn Công binh 83 đến đảo Tiên Nữ dựng nhà cao chân và tổ chức bảo vệ đảo. Đến ngày 6 tháng 2 năm 1988, lực lượng trên đảo hoàn thành nhà ở cấp 3 và tiếp tục đóng giữ tại đảo.